# 나진구
나진구(羅鎭求, 1952년 7월 7일 ~ , 경상북도 고령군 다산면)는 대한민국의 정치인이다. 민선 6기 서울특별시 중랑구청장을 맡았었다.

## 학력
- 다산국민학교 졸업
- 경운중학교 졸업
- 경북고등학교 졸업
- 고려대학교 법과대학 행정학과 졸업
- 서울시립대학교 대학원 사회복지학 박사
- 서울시립대학교 대학원 사회복지학 석사

## 경력
- 제23회 행정고시 합격
- 서울특별시청 지방행정사무관
- 서울특별시 강서구청 지방행정사무관
- 서울특별시청 기획관리실 심사분석담당관실 심사분석1계장
- 서울특별시청 기획관리실 기획담당관실 기획관리계장
- 서울특별시청 기획관리실 기획담당관실 기획조정계장
- 서울특별시청 시민생활국 시민생활과 불편개선계장
- 서울특별시청 내무국 지방행정서기관
- 대통령비서실 지방행정서기관 (노태우 정부)
- 서울특별시청 감사관실 조사담당관
- 서울특별시청 감사실 감사1담당관
- 서울특별시청 감사과장
- 서울특별시청 내무국 총무과장
- 대통령비서실 지방행정부이사관
- 서울특별시립기능대학 학장 직무대리
- 서울특별시 중랑구 부구청장
- 서울특별시 강동구 부구청장
- 서울특별시청 감사관
- 서울특별시의회 의회사무처장 직무대리
- 서울특별시의회 의회사무처장, 관리관
- 서울특별시청 상수도사업본부 본부장
- 서울특별시의회 사무처 처장
- 서울특별시청 경영기획실
- 서울특별시 행정1부시장
- 자치단체국제환경협의회 집행위원
- 서울특별시장 권한대행
- 서울시립대학교 정경대학 사회복지학과 초빙교수
- 제9대 서울특별시 중랑구청장
- 새누리당 전국위원회 위원
- 자유한국당 전국위원회 위원
- 서울특별시 중랑구청장 국민의 힘 예비후보 출마선언
- 서울시자원봉사센터 이사장

## 수상
- 근정포장 (1988년)
- 홍조근정훈장 (2004년)
- 황조근정훈장 (2010년)

## 역대 선거 결과
|  | 48.60% |

|  | 38.13% |

|  | 46.97% |

## 같이 보기
- 서울특별시 부시장
- 중랑구청장